# Glen Hope
Glen Hope är en ort i Clearfield County i delstaten Pennsylvania, USA.